# Тимидиновая киназа герпесвирусов
Тимидиновая киназа герпесвирусов — белок из семейства тимидиновых киназ.
Присутствие тимидиновой киназы в клетках, зараженных герпесвирусами, активирует многие антивирусные препараты против герпеса и поэтому эти препараты действуют только в зараженных клетках.
Антивирусные препараты, активируемые тимидиновой киназой герпесвирусов:
- Пуриновые аналоги гуанина: ацикловир, фамцикловир, ганцикловир, пенцикловир, валацикловир, валганцикловир
- видарабин
- Пиримидиновые аналоги уридина: идоксуридин, трифлюридин
- бривудин